# Nassläufer
Als Nassläufer werden Pumpenaggregate (Pumpe plus Antrieb) bezeichnet, deren rotierende Teile sich einschließlich des Rotors beziehungsweise Läufers des antreibenden Elektromotors in dem flüssigen Fördermedium drehen, welches auch zur Kühlung und Lagerung gebraucht werden kann. Voraussetzung dafür ist ein trennendes Rohr im Spalt zwischen Rotor und Stator. Solche Antriebe benötigen daher keinerlei Wellendichtung.
Nassläufer oder Spaltrohrmotoren gibt es nach dem Prinzip des Asynchronmotors (oft Spaltpolmotoren) oder als sogenannte Magnetmotoren nach dem Prinzip des Reluktanz- beziehungsweise Synchronmotors. Motorkonzepte, die einen direkt bestromten Rotor erfordern, etwa der Einphasen-Reihenschlussmotor, scheiden aus. 
Eingesetzt werden sie z. B. als Umwälzpumpe und Laugenpumpe (Waschmaschine, Geschirrspüler), aber auch als Vorförderpumpe in Treibstofftanks. Der große Vorteil der fehlenden Dichtung beziehungsweise der hermetischen Trennung zum Fördermedium führte auch zu Anwendungen als Pumpe für Chemikalien und Lebensmittel. Verwandt sind auch Drehantriebe im Vakuum, zum Beispiel für Drehanoden von Röntgenröhren.
Erfunden wurde der Nassläufer von Benjamin Graemiger, der 1914 das Patent darauf angemeldet hat.
Das Hauptproblem war zunächst, beim Spaltpolmotor ein geeignetes nichtmagnetisches Material für den Spaltrohrtopf zu finden. Rostfreier, nichtmagnetischer Stahl stand erst ab den 1930er Jahren zur Verfügung. 1935 erfolgte die Markteinführung durch zwei schweizerische Unternehmen.
Beim Magnetmotor dreht sich ein auf der Welle befindlicher Dauermagnet-Läufer in einem die Flüssigkeit umhüllenden Kunststoffrohr zwischen den Polen eines mit Wechselstrom betriebenen Ständermagneten, meist mit nur zwei Polen (erkennbar an einem Einrasten alle 180°, wenn er von Hand gedreht wird). Bei diesen Magnetmotoren ist keine Laufrichtung bevorzugt, daher müssen die Pumpen drehrichtungssymmetrisch aufgebaut werden. Der Anlauf erfolgt spontan durch Hin- und Herschwingen, bis der Läufer Tritt fasst. Der Wirkungsgrad ist deutlich besser als beim Spaltpolmotor, er hat aber einen höheren Lagerverschleiß.
Es gibt Pumpen mit Spitzenlagern und solche mit Gleitlagern. Bei Pumpen mit Spitzenlagern wird die Welle zwischen zwei Zapfen eingespannt, wobei das Lager langsam verschleißt und nachgestellt werden muss. Bei hydrodynamischen Gleitlagern schwimmt die Welle auf einem Wasserfilm, so dass kein Verschleiß auftritt. Beide Ausführungen benötigen sehr harte Lagermaterialien wie Hartmetall oder Oxidkeramik, da bei niedriger Drehzahl, zum Beispiel beim Anfahren, Mischreibung mit erhöhtem Verschleiß auftritt.
Nassläufer-Umwälzpumpen stellen eine Sonderform robuster Asynchronmotoren mit Rotoren in Form wassergekühlter Käfigläufer dar. Aufgrund des im Vergleich zu Normmotoren größeren Spaltabstandes sinkt bei Belastung die Drehzahl sehr stark ab, so dass zum Beispiel eine Pumpe mit zweipoligem Motor statt 2900 min−1 eine nominelle Drehzahl von 1850 min−1 besitzen kann.
Sind moderne Nassläufer einmal nass, dann sollten sie nass bleiben. Trocknet der Spalt zwischen Welle und Kunststoffrohr können Verunreinigungen im Zwischenraum die Welle und das Rohr verkleben, sodass die Welle sich beim nächsten Pumpversuch nicht wieder drehen kann.